# موتور محمد جعفر زهي
موتور محمد جعفر زهي (بالإنجليزية: Mowtowr-e Mohammad Jafar Zehi)‏ هي منطقة سكنية تقع في سيستان وبلوتشستان في إيران. يقدر عدد سكانها بـ 15 نسمة .